# Gießener Ring
Als Gießener Ring wird der Ring aus Bundesstraßen und Autobahnen bezeichnet, der um die mittelhessische Stadt Gießen führt.

## Streckenverlauf

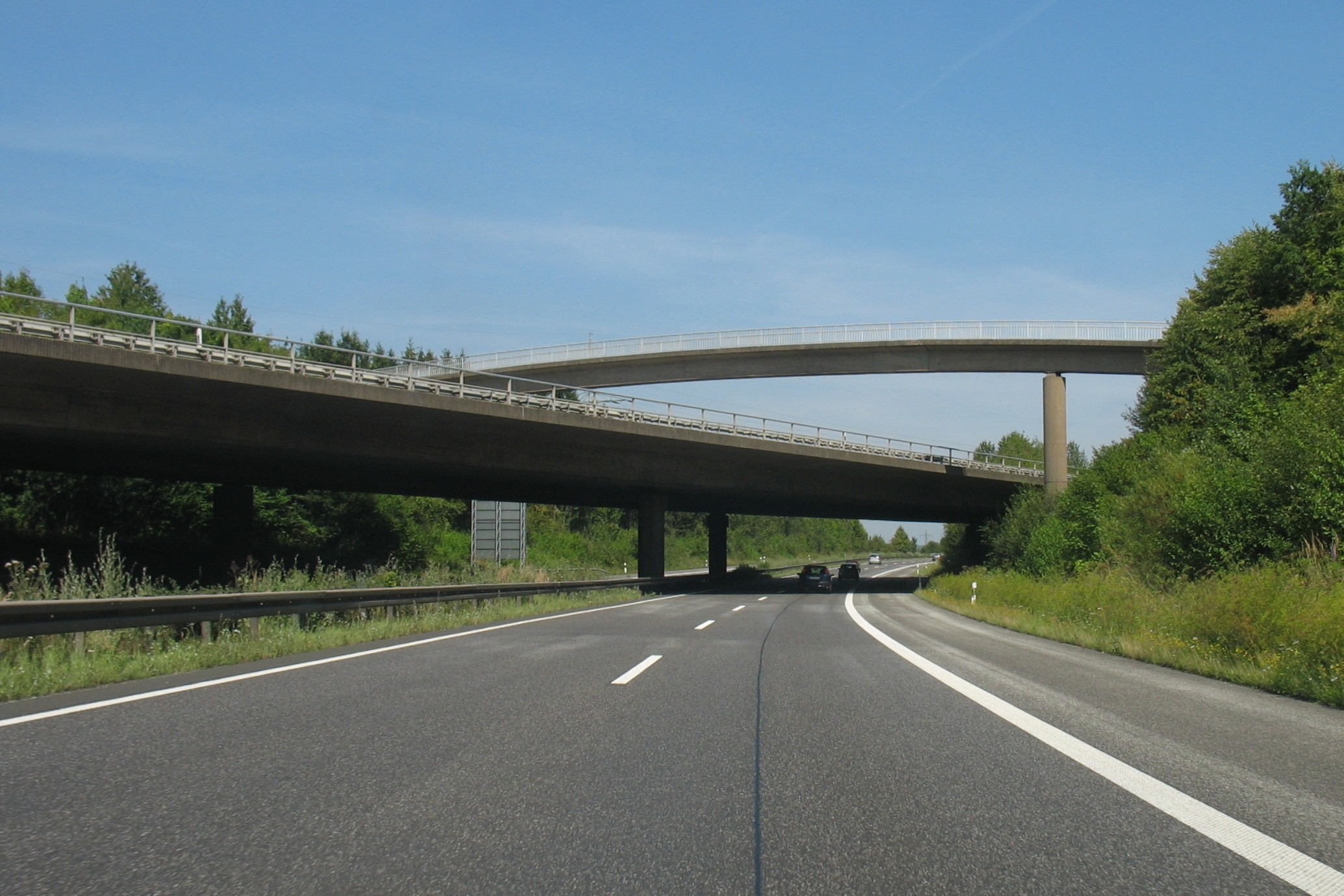
Überführung der A 480 am Nordkreuz

Der Gießener Ring erstreckt sich über die A 485 vom Gießener Nordkreuz bis zur wie ein Autobahndreieck ausgebauten Anschlussstelle Bergwerkswald, von dort führt er als B 49 in Richtung Wetzlar über die Talbrücke Kleinlinden bis zum sogenannten Lahnfelddreieck. Dort führt der Ring auf die B 429 bis nach Wettenberg, wo das letzte Stück über die A 480 wieder zurück zum Gießener Nordkreuz führt.
Während die Bundesstraße 49 nur teilweise zum Gießener Ring gehört und auch überregional eine wichtige Bedeutung hat, sind die anderen Teile fast nur auf den Ring beschränkt. Die B 429 gehört als einzige Straße komplett zum Gießener Ring. Sie führte jedoch in der Vergangenheit bis nach Limburg; dieser Abschnitt wurde zur B 49 umgewidmet.
Die beiden Autobahnteilstücke waren Teil der verworfenen Planungen der Autobahnen 48 und 49. Die A 480 beginnt kurz vor der Anschlussstelle Wettenberg und führt außerhalb des Gießener Rings noch bis zum nahe gelegenen Reiskirchen und der A 5. Zudem befindet sich rund um das Wetzlarer Kreuz ein kleiner Teil der aufgegebenen Strecke, der aber nur sehr schwach frequentiert wird. Die A 485 ist ein ausgebautes Teilstück der geplanten Nord-Süd-Strecke A 49. Sie ersetzt auf voller Länge die B 3 und gehört zum Großteil zum Gießener Ring. Sie mündet direkt beim Gießener Nordkreuz und wenige Kilometer nach dem Dreieck Bergwerkswald bei Langgöns wieder in die Bundesstraße 3 nach Marburg bzw. Butzbach.
Die Bundesstraßen sind mit Ausnahme der Verbindung von der B 429 zur A 480 alle komplett autobahnähnlich ausgebaut. An der AS Wettenberg gibt es nur von der nach Norden führenden B 429 eine planfreie Auffahrt auf die Autobahn in Richtung Reiskirchen. Die anderen Verbindungen sind als normale Anschlussstelle mit Ampelkreuzung realisiert.
Über den Ring kann man die B 49 nach Limburg oder die B 3 nach Butzbach im Süden oder Marburg im Norden erreichen. Zudem befinden sich die A 5 (Frankfurt, Kassel) und die A 45 nach Hanau oder Dortmund in direkter Nähe. Sie können über die einzelnen Teilstücke außerhalb des Gießener Rings erreicht werden.

## Planungen

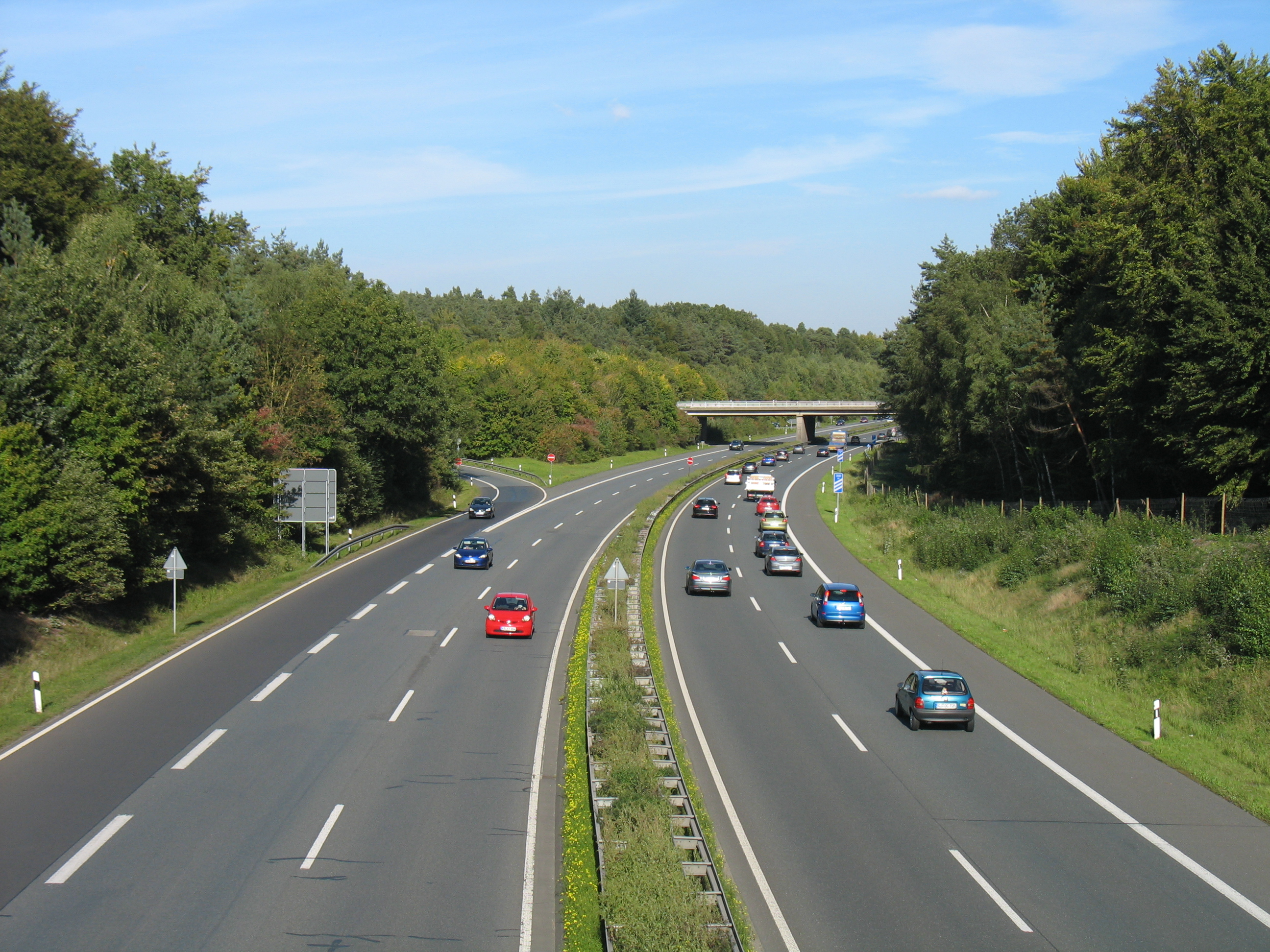
A 485 mit Blick auf das Dreieck Bergwerkswald

Für die Zukunft ist eine weitere Anschlussstelle zwischen dem Dreieck Bergwerkswald und der AS Schiffenberger Tal geplant. Sie würde an der L 3130 nahe beim Lindener Stadtteil Oberhof liegen und soll während des Berufsverkehrs die anderen Anschlussstellen entlasten. Vor allem an der Anschlussstelle Kleinlinden kommt es immer wieder zu gefährlichen Rückstaus, die bis auf den Gießener Ring reichen und ein hohes Unfallrisiko darstellen. Alternative Verkehrsversuche zur Entlastung der Anschlussstelle zeigten dabei nicht den gewünschten Erfolg. Jedoch ist eine zeitnahe Realisierung unwahrscheinlich, da für den Neubau einer Anschlussstelle vor allem eine Verbesserung für den überregionalen Verkehr erreicht werden muss. Dabei würde eine weitere Zufahrt auf der A 485 den Fluss des Fernverkehrs eher belasten.

## Geschichte
Der Gießener Ring wurde am 19. November 1979 durch den Bau der Südtangente fertiggestellt und kostete 317 Millionen DM. Weitere Kosten entstanden in den Folgejahren durch Fahrbahnsenkungen und mehrere Erdabrutschungen. Insbesondere Naturschützer kritisierten den Bau aufgrund des großen Flächenverbrauchs und die Beeinträchtigung der Naturschutzgebiete Bergwerkswald und Hangelstein.
Jahrelang wurde auch über eine Schließung der ehemaligen Behelfsausfahrt Grünberger Straße diskutiert, die den Ring in nördlicher Richtung direkt auf die Bundesstraße 49 Richtung Reiskirchen führt. Dies ist jedoch unterblieben, da diese Ausfahrt vor allem für den Schwerlastverkehr eine wichtige Bedeutung hat und die alternative Strecke über Ursulum nicht dafür ausgelegt ist. Ein von der Stadt Gießen vorgeschlagener Ausbau zu einer vollwertigen Anschlussstelle ist aus technischen Gründen nicht genehmigungsfähig.